# SQLite
SQLite là hệ thống cơ sở dữ liệu quan hệ nhỏ gọn, hoàn chỉnh, có thể cài đặt bên trong các trình ứng dụng khác. SQLite được Richard Hipp viết dưới dạng thư viện bằng ngôn ngữ lập trình C.

## Ưu điểm
SQLite có các ưu điểm sau:
- Tin cậy: các hoạt động transaction (chuyển giao) nội trong cơ sở dữ liệu được thực hiện trọn vẹn, không gây lỗi khi xảy ra sự cố phần cứng
- Tuân theo chuẩn SQL92 (chỉ có một vài đặc điểm không hỗ trợ)
- Không cần cài đặt cấu hình
- Kích thước chương trình gọn nhẹ, với cấu hình đầy đủ chỉ không đầy 300 kB
- Thực hiện các thao tác đơn giản nhanh hơn các hệ thống cơ sở dữ liệu khách/chủ khác[1]
- Không cần phần mềm phụ trợ
- Phần mềm tự do với mã nguồn mở, được chú thích rõ ràng

## Các binding
Cũng như các thư viện nguồn mở nói chung, SQLite được phát triển các binding (gói kèm) các ngôn ngữ thông dụng: PHP, Perl, Java, Python, Ruby, Tcl... Xem danh sách chi tiết Lưu trữ ngày 5 tháng 2 năm 2009 tại Wayback Machine.

## Áp dụng
Các công ty sau đây đã áp dụng SQLite cho các sản phẩm của mình:
- Adobe: dùng SQLite cho chương trình Adobe Lightroom
- Apple: dùng SQLite cho Apple Mail, Safari
- McAfee: dùng SQLite trong phần mềm diệt virus